# Tour de Murcie 2019
Le Tour de Murcie 2019 (officiellement nommé Vuelta Ciclista a la Región de Murcia Costa Cálida) est la 39e édition de cette course cycliste par étapes masculine. Il a lieu en Espagne les 15 et 16 février 2019. Il se déroule entre Yecla et Murcie sur un parcours de 366,1 km et fait partie du calendrier UCI Europe Tour 2019 en catégorie 2.1.

## Présentation

### Parcours
Entre 2013 et 2018, la course se déroule sous la forme d'une course d'un jour. En 2019, le Tour de Murcie redevient une course par étapes. L'épreuve est tracée sur deux étapes. Il commence par une étape de plaine et se termine par une étape de moyenne montagne.

### Équipes
18 équipes participent à la course - six WorldTeams, dix équipes continentales professionnelles et deux équipes continentales :
| WorldTeams (6)- Astana - Movistar Team - Mitchelton-Scott - CCC Team - Katusha-Alpecin - Bora-hansgrohe Équipes continentales professionnelles (10)- Roompot-Charles - Burgos-BH - Sport Vlaanderen-Baloise - Cofidis, Solutions Crédits - Rally UHC Cycling - Caja Rural-Seguros RGA - Euskadi Basque Country-Murias - Gazprom-RusVelo - Direct Énergie - Wanty-Groupe Gobert Équipes continentales (2)- Kometa - Fundación Euskadi |
| |

## Étapes
| Étape     | Date    | Villes étapes      | type                      | Distance (km) | Vainqueur d'étape | Leader du classement général |
| --------- | ------- | ------------------ | ------------------------- | ------------- | ----------------- | ---------------------------- |
| 1re étape | 15 fév. | Yecla – San Javier | étape vallonnée           | 188,8         | Pello Bilbao      | Pello Bilbao                 |
| 2e étape  | 16 fév. | Beniel – Murcie    | étape de moyenne montagne | 177,3         | Luis León Sánchez | Luis León Sánchez            |

## Déroulement de la course

### 1reétape
| \| Classement de l'étape \| Classement de l'étape \| Classement de l'étape \| Classement de l'étape \| Classement de l'étape \| \| Coureur \| Coureur \| Pays \| Équipe \| Temps \| \| --------------------- \| --------------------- \| --------------------- \| --------------------- \| --------------------- \| \| 1er \| Pello Bilbao \| Espagne \| Astana \| 4 h 15 min 02 s \| \| 2e \| Omar Fraile \| Espagne \| Astana \| + 3 s \| \| 3e \| Luis León Sánchez \| Espagne \| Astana \| + 3 s \| \| 4e \| Alejandro Valverde \| Espagne \| Movistar Team \| + 3 s \| \| 5e \| Patrick Konrad \| Autriche \| Bora-Hansgrohe \| + 3 s \| \| 6e \| Jakob Fuglsang \| Danemark \| Astana \| + 3 s \| \| 7e \| Matteo Trentin \| Italie \| Mitchelton-Scott \| + 9 s \| \| 8e \| Jempy Drucker \| Luxembourg \| Bora-Hansgrohe \| + 9 s \| \| 9e \| Marco Haller \| Autriche \| Katusha-Alpecin \| + 9 s \| \| 10e \| Thomas Boudat \| France \| Direct Énergie \| + 9 s \| |                    |            |                  |                 |
| |                    |            |                  |                 |
| Source : ProCyclingStats |                    |            |                  |                 |
| Classement de l'étape |                    |            |                  |                 |
| Coureur | Coureur            | Pays       | Équipe           | Temps           |
| 1er | Pello Bilbao       | Espagne    | Astana           | 4 h 15 min 02 s |
| 2e | Omar Fraile        | Espagne    | Astana           | + 3 s           |
| 3e | Luis León Sánchez  | Espagne    | Astana           | + 3 s           |
| 4e | Alejandro Valverde | Espagne    | Movistar Team    | + 3 s           |
| 5e | Patrick Konrad     | Autriche   | Bora-Hansgrohe   | + 3 s           |
| 6e | Jakob Fuglsang     | Danemark   | Astana           | + 3 s           |
| 7e | Matteo Trentin     | Italie     | Mitchelton-Scott | + 9 s           |
| 8e | Jempy Drucker      | Luxembourg | Bora-Hansgrohe   | + 9 s           |
| 9e | Marco Haller       | Autriche   | Katusha-Alpecin  | + 9 s           |
| 10e | Thomas Boudat      | France     | Direct Énergie   | + 9 s           |

| \| Classement général \| Classement général \| Classement général \| Classement général \| Classement général \| \| Coureur \| Coureur \| Pays \| Équipe \| Temps \| \| ------------------ \| ------------------ \| ------------------ \| ------------------ \| ------------------ \| \| 1er \| Pello Bilbao \| Espagne \| Astana \| 4 h 15 min 02 s \| \| 2e \| Omar Fraile \| Espagne \| Astana \| + 3 s \| \| 3e \| Luis León Sánchez \| Espagne \| Astana \| + 3 s \| \| 4e \| Alejandro Valverde \| Espagne \| Movistar Team \| + 3 s \| \| 5e \| Patrick Konrad \| Autriche \| Bora-Hansgrohe \| + 3 s \| \| 6e \| Jakob Fuglsang \| Danemark \| Astana \| + 3 s \| \| 7e \| Matteo Trentin \| Italie \| Mitchelton-Scott \| + 9 s \| \| 8e \| Jempy Drucker \| Luxembourg \| Bora-Hansgrohe \| + 9 s \| \| 9e \| Marco Haller \| Autriche \| Katusha-Alpecin \| + 9 s \| \| 10e \| Thomas Boudat \| France \| Direct Énergie \| + 9 s \| |                    |            |                  |                 |
| |                    |            |                  |                 |
| Source : ProCyclingStats |                    |            |                  |                 |
| Classement général |                    |            |                  |                 |
| Coureur | Coureur            | Pays       | Équipe           | Temps           |
| 1er | Pello Bilbao       | Espagne    | Astana           | 4 h 15 min 02 s |
| 2e | Omar Fraile        | Espagne    | Astana           | + 3 s           |
| 3e | Luis León Sánchez  | Espagne    | Astana           | + 3 s           |
| 4e | Alejandro Valverde | Espagne    | Movistar Team    | + 3 s           |
| 5e | Patrick Konrad     | Autriche   | Bora-Hansgrohe   | + 3 s           |
| 6e | Jakob Fuglsang     | Danemark   | Astana           | + 3 s           |
| 7e | Matteo Trentin     | Italie     | Mitchelton-Scott | + 9 s           |
| 8e | Jempy Drucker      | Luxembourg | Bora-Hansgrohe   | + 9 s           |
| 9e | Marco Haller       | Autriche   | Katusha-Alpecin  | + 9 s           |
| 10e | Thomas Boudat      | France     | Direct Énergie   | + 9 s           |

### 2eétape
| \| Classement de l'étape \| Classement de l'étape \| Classement de l'étape \| Classement de l'étape \| Classement de l'étape \| \| Coureur \| Coureur \| Pays \| Équipe \| Temps \| \| --------------------- \| ---------------------------- \| --------------------- \| ----------------------------- \| --------------------- \| \| 1er \| Luis León Sánchez \| Espagne \| Astana \| 4 h 14 min 33 s \| \| 2e \| Alejandro Valverde \| Espagne \| Movistar Team \| + 0 s \| \| 3e \| Matteo Trentin \| Italie \| Mitchelton-Scott \| + 13 s \| \| 4e \| Patrick Konrad \| Autriche \| Bora-Hansgrohe \| + 13 s \| \| 5e \| Pello Bilbao \| Espagne \| Astana \| + 13 s \| \| 6e \| Óscar Rodríguez Garaicoechea \| Espagne \| Euskadi Basque Country-Murias \| + 13 s \| \| 7e \| José Herrada \| Espagne \| Cofidis, Solutions Crédits \| + 13 s \| \| 8e \| Jakob Fuglsang \| Danemark \| Astana \| + 16 s \| \| 9e \| Omar Fraile \| Espagne \| Astana \| + 16 s \| \| 10e \| Sergey Chernetskiy \| Russie \| Caja Rural-Seguros RGA \| + 1 min 29 s \| |                              |          |                               |                 |
| |                              |          |                               |                 |
| Source : ProCyclingStats |                              |          |                               |                 |
| Classement de l'étape |                              |          |                               |                 |
| Coureur | Coureur                      | Pays     | Équipe                        | Temps           |
| 1er | Luis León Sánchez            | Espagne  | Astana                        | 4 h 14 min 33 s |
| 2e | Alejandro Valverde           | Espagne  | Movistar Team                 | + 0 s           |
| 3e | Matteo Trentin               | Italie   | Mitchelton-Scott              | + 13 s          |
| 4e | Patrick Konrad               | Autriche | Bora-Hansgrohe                | + 13 s          |
| 5e | Pello Bilbao                 | Espagne  | Astana                        | + 13 s          |
| 6e | Óscar Rodríguez Garaicoechea | Espagne  | Euskadi Basque Country-Murias | + 13 s          |
| 7e | José Herrada                 | Espagne  | Cofidis, Solutions Crédits    | + 13 s          |
| 8e | Jakob Fuglsang               | Danemark | Astana                        | + 16 s          |
| 9e | Omar Fraile                  | Espagne  | Astana                        | + 16 s          |
| 10e | Sergey Chernetskiy           | Russie   | Caja Rural-Seguros RGA        | + 1 min 29 s    |

## Classements finals

### Classement général
| \| Classement général \| Classement général \| Classement général \| Classement général \| Classement général \| \| Coureur \| Coureur \| Pays \| Équipe \| Temps \| \| ------------------ \| ---------------------------- \| ------------------ \| ----------------------------- \| ------------------ \| \| 1er \| Luis León Sánchez \| Espagne \| Astana \| 8 h 29 min 38 s \| \| 2e \| Alejandro Valverde \| Espagne \| Movistar Team \| + 0 s \| \| 3e \| Pello Bilbao \| Espagne \| Astana \| + 10 s \| \| 4e \| Patrick Konrad \| Autriche \| Bora-Hansgrohe \| + 13 s \| \| 5e \| Omar Fraile \| Espagne \| Astana \| + 16 s \| \| 6e \| Jakob Fuglsang \| Danemark \| Astana \| + 16 s \| \| 7e \| Matteo Trentin \| Italie \| Mitchelton-Scott \| + 19 s \| \| 8e \| José Herrada \| Espagne \| Cofidis, Solutions Crédits \| + 19 s \| \| 9e \| Óscar Rodríguez Garaicoechea \| Espagne \| Euskadi Basque Country-Murias \| + 19 s \| \| 10e \| Sergey Chernetskiy \| Russie \| Caja Rural-Seguros RGA \| + 1 min 35 s \| \| 11e \| Aimé De Gendt \| Belgique \| Wanty-Gobert \| + 1 min 39 s \| \| 12e \| Nick van der Lijke \| Pays-Bas \| Roompot-Charles \| + 1 min 39 s \| \| 13e \| Mathias Le Turnier \| France \| Cofidis, Solutions Crédits \| + 1 min 39 s \| \| 14e \| Thomas Sprengers \| Belgique \| Sport Vlaanderen-Baloise \| + 1 min 39 s \| \| 15e \| Antonio Jesús Soto \| Espagne \| Fundación Euskadi \| + 1 min 39 s \| |                              |          |                               |                 |
| |                              |          |                               |                 |
| Source : ProCyclingStats |                              |          |                               |                 |
| Classement général |                              |          |                               |                 |
| Coureur | Coureur                      | Pays     | Équipe                        | Temps           |
| 1er | Luis León Sánchez            | Espagne  | Astana                        | 8 h 29 min 38 s |
| 2e | Alejandro Valverde           | Espagne  | Movistar Team                 | + 0 s           |
| 3e | Pello Bilbao                 | Espagne  | Astana                        | + 10 s          |
| 4e | Patrick Konrad               | Autriche | Bora-Hansgrohe                | + 13 s          |
| 5e | Omar Fraile                  | Espagne  | Astana                        | + 16 s          |
| 6e | Jakob Fuglsang               | Danemark | Astana                        | + 16 s          |
| 7e | Matteo Trentin               | Italie   | Mitchelton-Scott              | + 19 s          |
| 8e | José Herrada                 | Espagne  | Cofidis, Solutions Crédits    | + 19 s          |
| 9e | Óscar Rodríguez Garaicoechea | Espagne  | Euskadi Basque Country-Murias | + 19 s          |
| 10e | Sergey Chernetskiy           | Russie   | Caja Rural-Seguros RGA        | + 1 min 35 s    |
| 11e | Aimé De Gendt                | Belgique | Wanty-Gobert                  | + 1 min 39 s    |
| 12e | Nick van der Lijke           | Pays-Bas | Roompot-Charles               | + 1 min 39 s    |
| 13e | Mathias Le Turnier           | France   | Cofidis, Solutions Crédits    | + 1 min 39 s    |
| 14e | Thomas Sprengers             | Belgique | Sport Vlaanderen-Baloise      | + 1 min 39 s    |
| 15e | Antonio Jesús Soto           | Espagne  | Fundación Euskadi             | + 1 min 39 s    |

### Classements annexes
| Classement de la montagne | Classement de la montagne | Classement de la montagne | Classement de la montagne | Classement de la montagne |
| Coureur                   | Coureur                   | Pays                      | Équipe                    | Points                    |
| ------------------------- | ------------------------- | ------------------------- | ------------------------- | ------------------------- |
| 1er                       | Jakob Fuglsang            | Danemark                  | Astana                    | 12 pts                    |
| 2e                        | Rubén Fernández           | Espagne                   | Movistar Team             | 10 pts                    |
| 3e                        | Alejandro Valverde        | Espagne                   | Movistar Team             | 8 pts                     |
| 4e                        | Riccardo Zoidl            | Autriche                  | CCC Team                  | 8 pts                     |
| 5e                        | Damien Howson             | Australie                 | Mitchelton-Scott          | 6 pts                     |
| 6e                        | Luis León Sánchez         | Espagne                   | Astana                    | 5 pts                     |
| 7e                        | Ángel Madrazo             | Espagne                   | Burgos-BH                 | 3 pts                     |
| 8e                        | Pello Bilbao              | Espagne                   | Astana                    | 2 pts                     |
| 9e                        | Omar Fraile               | Espagne                   | Astana                    | 2 pts                     |
| 10e                       | Robin Carpenter           | États-Unis                | Rally UHC Cycling         | 2 pts                     |

| Classement de la montagne | Classement de la montagne | Classement de la montagne | Classement de la montagne | Classement de la montagne |
| Coureur                   | Coureur                   | Pays                      | Équipe                    | Points                    |
| ------------------------- | ------------------------- | ------------------------- | ------------------------- | ------------------------- |
| 1er                       | Jakob Fuglsang            | Danemark                  | Astana                    | 12 pts                    |
| 2e                        | Rubén Fernández           | Espagne                   | Movistar Team             | 10 pts                    |
| 3e                        | Alejandro Valverde        | Espagne                   | Movistar Team             | 8 pts                     |
| 4e                        | Riccardo Zoidl            | Autriche                  | CCC Team                  | 8 pts                     |
| 5e                        | Damien Howson             | Australie                 | Mitchelton-Scott          | 6 pts                     |
| 6e                        | Luis León Sánchez         | Espagne                   | Astana                    | 5 pts                     |
| 7e                        | Ángel Madrazo             | Espagne                   | Burgos-BH                 | 3 pts                     |
| 8e                        | Pello Bilbao              | Espagne                   | Astana                    | 2 pts                     |
| 9e                        | Omar Fraile               | Espagne                   | Astana                    | 2 pts                     |
| 10e                       | Robin Carpenter           | États-Unis                | Rally UHC Cycling         | 2 pts                     |

| Classement par points | Classement par points        | Classement par points | Classement par points         | Classement par points |
| Coureur               | Coureur                      | Pays                  | Équipe                        | Points                |
| --------------------- | ---------------------------- | --------------------- | ----------------------------- | --------------------- |
| 1er                   | Luis León Sánchez            | Espagne               | Astana                        | 41 pts                |
| 2e                    | Pello Bilbao                 | Espagne               | Astana                        | 37 pts                |
| 3e                    | Alejandro Valverde           | Espagne               | Movistar Team                 | 34 pts                |
| 4e                    | Omar Fraile                  | Espagne               | Astana                        | 27 pts                |
| 5e                    | Patrick Konrad               | Autriche              | Bora-Hansgrohe                | 26 pts                |
| 6e                    | Matteo Trentin               | Italie                | Mitchelton-Scott              | 25 pts                |
| 7e                    | Jakob Fuglsang               | Danemark              | Astana                        | 18 pts                |
| 8e                    | Óscar Rodríguez Garaicoechea | Espagne               | Euskadi Basque Country-Murias | 10 pts                |
| 9e                    | José Herrada                 | Espagne               | Cofidis, Solutions Crédits    | 9 pts                 |
| 10e                   | Aimé De Gendt                | Belgique              | Wanty-Gobert                  | 8 pts                 |

| Classement par points | Classement par points        | Classement par points | Classement par points         | Classement par points |
| Coureur               | Coureur                      | Pays                  | Équipe                        | Points                |
| --------------------- | ---------------------------- | --------------------- | ----------------------------- | --------------------- |
| 1er                   | Luis León Sánchez            | Espagne               | Astana                        | 41 pts                |
| 2e                    | Pello Bilbao                 | Espagne               | Astana                        | 37 pts                |
| 3e                    | Alejandro Valverde           | Espagne               | Movistar Team                 | 34 pts                |
| 4e                    | Omar Fraile                  | Espagne               | Astana                        | 27 pts                |
| 5e                    | Patrick Konrad               | Autriche              | Bora-Hansgrohe                | 26 pts                |
| 6e                    | Matteo Trentin               | Italie                | Mitchelton-Scott              | 25 pts                |
| 7e                    | Jakob Fuglsang               | Danemark              | Astana                        | 18 pts                |
| 8e                    | Óscar Rodríguez Garaicoechea | Espagne               | Euskadi Basque Country-Murias | 10 pts                |
| 9e                    | José Herrada                 | Espagne               | Cofidis, Solutions Crédits    | 9 pts                 |
| 10e                   | Aimé De Gendt                | Belgique              | Wanty-Gobert                  | 8 pts                 |

#### Classement par équipes
| Classement par équipes | Classement par équipes        | Classement par équipes | Classement par équipes |
| Équipe                 | Équipe                        | Pays                   | Temps                  |
| ---------------------- | ----------------------------- | ---------------------- | ---------------------- |
| 1re                    | Astana                        | Kazakhstan             | 25 h 29 min 20 s       |
| 2e                     | Katusha-Alpecin               | Suisse                 | + 4 min 36 s           |
| 3e                     | Mitchelton-Scott              | Australie              | + 4 min 58 s           |
| 4e                     | Movistar Team                 | Espagne                | + 5 min 22 s           |
| 5e                     | CCC Team                      | Pologne                | + 5 min 56 s           |
| 6e                     | Caja Rural-Seguros RGA        | Espagne                | + 9 min 54 s           |
| 7e                     | Sport Vlaanderen-Baloise      | Belgique               | + 11 min 53 s          |
| 8e                     | Euskadi Basque Country-Murias | Espagne                | + 12 min 22 s          |
| 9e                     | Roompot-Charles               | Pays-Bas               | + 16 min 29 s          |
| 10e                    | Bora-hansgrohe                | Allemagne              | + 16 min 33 s          |

## Classements UCI
La course attribue le même nombre de points pour l'UCI Europe Tour 2019 et le Classement mondial UCI (pour tous les coureurs), avec le barème suivant :
| Position           | 1er | 2e | 3e | 4e | 5e | 6e | 7e | 8e | 9e | 10e | 11e | 12e | 13e à 15e | 16e à 25e |
| Classement général | 125 | 85 | 70 | 60 | 50 | 40 | 35 | 30 | 25 | 20  | 15  | 10  | 5         | 3         |
| Par étapes         | 14  | 5  | 3  |    |    |    |    |    |    |     |     |     |           |           |
| Leader             | 3   |    |    |    |    |    |    |    |    |     |     |     |           |           |

## Évolution des classements
| Étape              | Vainqueur          | Classement général | Classement de la montagne | Classement par points | Classement meta volantes | Classement par équipes |
| ------------------ | ------------------ | ------------------ | ------------------------- | --------------------- | ------------------------ | ---------------------- |
| 1                  | Pello Bilbao       | Pello Bilbao       | Rubén Fernández           | Pello Bilbao          | Nuno Bico                | Astana                 |
| 2                  | Luis León Sánchez  | Luis León Sánchez  | Jakob Fuglsang            | Luis León Sánchez     | Robin Carpenter          | Astana                 |
| Classements finals | Classements finals | Luis León Sánchez  | Jakob Fuglsang            | Luis León Sánchez     | Robin Carpenter          | Astana                 |